# Ostra mozaika grochu

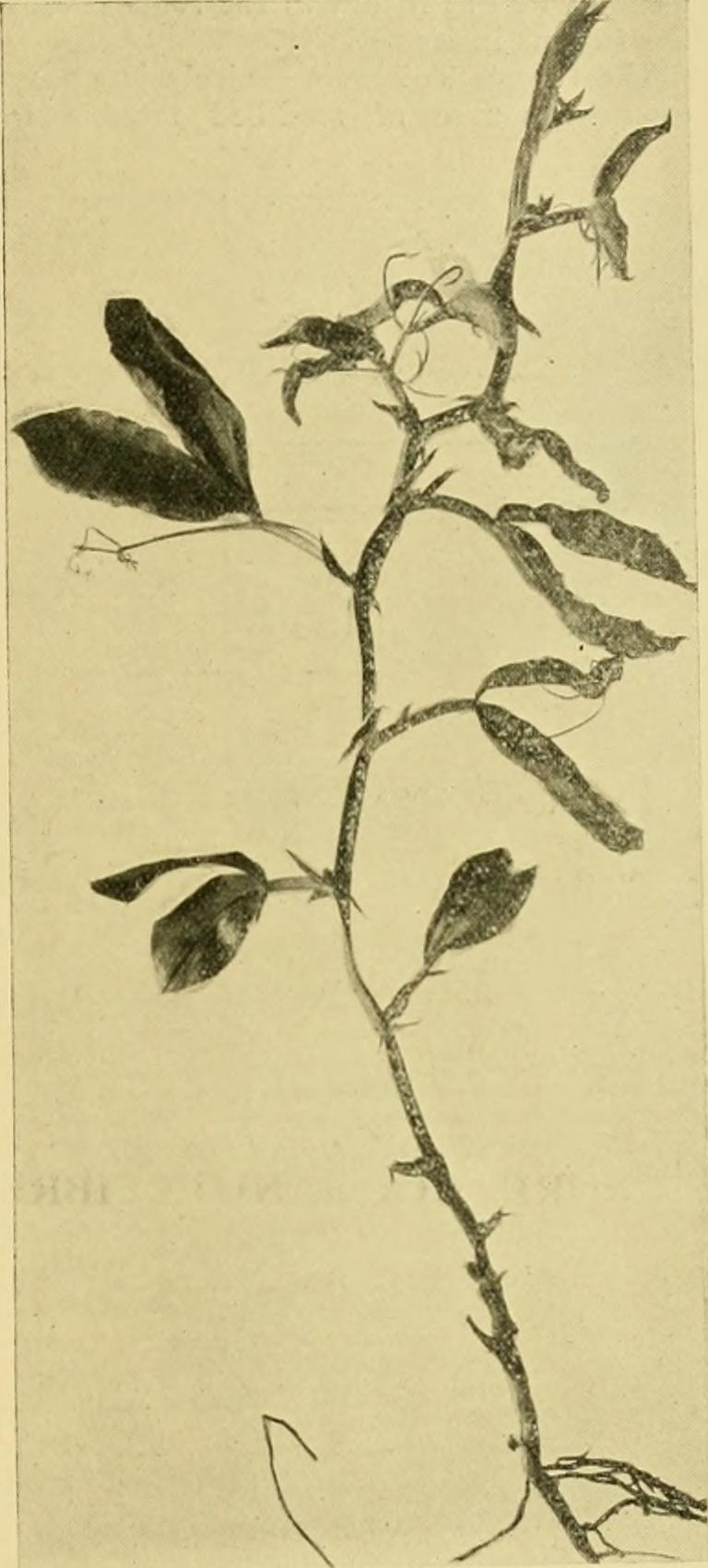
Objawy na grochu

Ostra mozaika grochu (ang. pea enation mosaic – wirusowa choroba grochu wywoływana przez wirusa ostrej mozaiki grochu Pea enation mosaic virus, PEMV).

## Objawy i szkodliwość
Jest to choroba z grupy mozaik. Na liściach porażonych roślin pojawia się chloroza, a ich nerwy są jaśniejsze. Liście są drobniejsze, czasami grubieją. Później wzdłuż ich nerwów powstają białe wstęgi (smugowatość), a na dolnej stronie liści charakterystyczne narośle. Wierzchołki pędów zaginają się, więdną i obumierają. Strąki porażonych roślin są niedorozwinięte i zniekształcone. Choroba jest szczególnie szkodliwa na plantacjach nasiennych.
Badania w Wielkopolsce wykazały, że w zależności od terminu siewu nasion porażonych było od 0,8–40% roślin, a obniżka plonu z chorych roślin wynosiła 10–40%.

## Epidemiologia
Są dwa wirusy wywołujące ostrą mozaikę grochu: Pea enation mosaic virus 1 i Pea enation mosaic virus 2. Choroba pojawia się tylko wtedy, gdy w roślinie znajdą się obydwa wirusy. Wektorem wirusów są mszyce przenoszące je na uprawy grochu z wieloletnich, dziko rosnących roślin. W Polsce wirusy te atakują także bobik, wywołując u niego ostrą mozaikę bobiku.
Chorobę przenosi co najmniej 8 gatunków mszyc, ale głównym wektorem jest mszyca grochowa (Acyrthosiphon pisum). Po zarażeniu się wirusem przez mszycę mija 8 lub więcej godzin, zanim może przenieść go na roślinę grochu, ale mszyca zachowuje zdolność do przenoszenia wirusa przez co najmniej 24 godziny, podczas których może latać i przenosić się na duże nawet odległości. Wirusy mogą występować w nasionach, ale nie są przez nie przenoszone.
Żywicielami wirusów oprócz grochu są: ciecierzyca, soczewica, bobik, bób, groszek pachnący, niektóre gatunki łubinu; wyki i kilka gatunków koniczyny.
W niektórych opracowaniach wyróżniana jest jeszcze zwykła mozaika grochu, w wykazie „Polskich nazw polskich chorób roślin uprawnych” brak takiej choroby.

## Ochrona
Jedyną w pełni skuteczną metodą jest uprawa odmian odpornych na ostrą mozaikę grochu. W USA są to: ‘Green Sugar’, ‘Oregon Sugar Pod.’, ‘Canners- Prospector’, ‘Corvallis’, ‘Cytat’, ‘Almoto’, 'Freezer 50', ‘Aspen’, ‘Mohawk’, ‘Aurora’, ‘Perfected’ 'Freezer 60', ‘Trident’, ‘Knight’. Ogranicza się natężenie choroby także przez stosowanie izolacji przestrzennej między uprawami grochu i uprawami innych roślin bobowatych. Zalecany jest płodozmian (nieuprawianie grochu na tym samym polu rok po roku) i wczesny wysiew nasion, aby rośliny grochu w okresie masowego nalotu mszyc były w jak najbardziej zaawansowanej fazie rozwoju. Wskazane jest również zwalczanie mszyc.